# The Iron Horse
The Iron Horse és una pel·lícula estatunidenca dirigida per John Ford i estrenada l'any 1924.	Considerada la millor pel·lícula de l'època muda de John Ford, un western al voltant del ferrocarril i l'esperit pioner dels Estats Units d'Amèrica. El 2011, el National Film Registry de la Biblioteca del Congrés dels Estats Units la va seleccionar per a la seva preservació degut al seu interès cultural, històric o estètic.
The Iron Horse va ser la resposta ràpida i contundent de la Fox a l'èxit de The Covered Wagon, produïda un any abans per la Paramount. William Fox va tirar la casa per la finestra i li va donar a John Ford, que mai abans havia comptat amb tants mitjans, carta blanca perquè evoqués de la manera més èpica possible la construcció del primer xarxa ferroviària transcontinental. 5.000 figurants, 1.000 xinesos, 800 indis, 1.300 bisons, 2.000 cavalls, 10.000 caps de bestiar, un centenar de cuiners, un regiment sencer de l'exèrcit i un parell de locomotores autèntiques que havien sobreviscut a aquella titànica peripècia de 1869, l'autèntica Derringer de Wild Bill Hickock estaven a disposició de Ford.
El film, rodat a Wadsworth (Nevada), és el rodatge més important de la seva època en exteriors. Es van construir dues ciutats per filmar les preses generals i l'equip tècnic i els actors van desafiar les inclemències del temps de la regió de Nevada on es van rodar les escenes d'exteriors de gener a març de 1924: bona part de la filmació va transcórrer entre 25 i 30 graus sota zero. Però si les escenes del traçat de les vies del ferrocarril i els atacs indis busquen una certa magnificència gràcies a les estudiades posicions de càmera que subratllen l'espectacularitat del moment.
Per primera vegada es va utilitzar un forat per posar les càmeres, per la part superior de les quals van passar la fúria de les bèsties.
La presència de tres borratxos irlandesos al campament del ferrocarril proporciona les notes humorístiques característiques del realitzador, la distensió davant de tant de dramatisme.
Cecil B. DeMille adaptà el mateix tema per la seva Union Pacific el 1939. Clark Gable va fer una breu aparició a la pel·lícula.

## Repartiment
- George O'Brien: Davy Brandon
- Madge Bellamy: Miriam Marsh
- Judge Charles Edward Bull: Abraham Lincoln
- William Walling: Thomas Marsh
- Fred Kohler: Deroux
- Cyril Chadwick: Peter Jesson
- Gladys Hulette: Ruby
- James Marcus: el jutge Haller
- Francis Powers: el sergent Slattery
- J. Farrell MacDonald: el caporal Casey
- James Welch: Schultz
- Jack O'Brien: Dinny
- Colin Chase: Tony
- Jean Arthur: periodista

## Música
- La música fou del compositor hongarès nacionalitzat estatunidenc Ernö Rapée (1891-1945).